# Robert Montgomery (tirador)
Robert Montgomery   (Lincoln, 20 de setembre de 1891 - valor desconegut) va ser un tirador canadenc que va competir durant la dècada de 1920.
El 1920 va prendre part en els Jocs Olímpics d'Anvers, on va disputar dues proves del programa de tir. Fou cinquè en la prova de fossa olímpica per equips i sisè en la prova individual de fossa. Quatre anys més tard, als Jocs de París, tornà a disputar dues proves del programa de tir. Guanyà la medalla de plata en la prova de la fossa olímpica per equips, juntament a George Beattie, John Black, Samuel Vance, William Barnes i Samuel Newton, mentre en la prova individual de fossa fou quart.